# 韦尔蒂-香槟平原县
韦尔蒂-香槟平原县（法語：canton de Vertus-Plaine Champenoise）是法国马恩省的一个县（省级选区），中央投票站位于布朗科托。该县涵盖60个市镇。